# بوبا فيت
بوبا فيت هو شخصية خيالية في عالم حرب النجوم. وهو أحد الأشرار الثانويين في فيلمي الامبراطورية تعيد الضربات وعودة الجيداي، وهو صياد جوائز يعمل لحساب دارث فيدر. ويظهر بوبا في الحلقة الثانية هجوم المستنسخين وهو طفل حيث تم استنساخه من صياد جوائز يدعى جانغو فيت والذي رباه كابنه.
كانت صورة بوبا محاطة بهالة من الخطر والغموض، ما جمع حوله مجموعة من المعجبين بين هواة حرب النجوم، كما ظهر في عدة أعمال متفرعة.

## الظهور

### الثلاثية الأصلية
قدمت شخصية بوبا فيت أولا في 20 سبتمبر 1978، وذلك في مهرجان مقاطعة سان أنسيلمو. كما ظهرت الشخصية على شاشة التلفزيون بعد بضعة أسابيع، حيث ظهر في حلقة عيد الميلاد الخاصة لحرب النجوم، وذلك بدور شخصية غامضة تخون لوك سكاي ووكر بعد أن قام بإنقاذه مع أصدقائه من وحش عملاق، ثم يكتشفون أنه صياد جوائز يعمل لحساب دارث فيدر. وبعد الكشف عن شخصيته في حلقة عيد الميلاد الخاصة، تم تقديم الملابس التنكرية للشخصية في الأسواق التجارية والمناسبات الخاصة، كما تم فصله عن باقي شخصيات الإمبراطورية المجرية. كما ظهر في حلقات حرب النجوم المصورة التي قدمتها مارفل كوميكس.
في الحلقة الخامسة «الإمبراطورية ترد الضربات»، ظهر فيت بوصفه ثاني أقوى الأشرار بعد فيدر. وقام فيت بتعقب سفينة صقر الألفية إلى مدينة السحاب على كوكب بيسبين، حيث أسر ركابها وعذب قائدها هان سولو. ثم سأل فيدر إن كان سولو سينجو بعد تجميده، حتى لا تضيع عليه الجائزة الموضوعة على رأس سولو. أكد له فيدر بأن الإمبراطورية ستعوضه في حال مات سولو؛ وبعد التأكد من أن سولو لا يزال حيا داخل الكبسولة، أخذه فيت وانطلق بعيدا.
في الحلقة السادسة عودة الجيداي، ظهر فيت في قصر جابا ذا هات بعد أسر المتمردين الذين حاولوا إنقاذ سولو، وذهب مع جابا على مركبته إلى حفرة الوحش سارلاك، حيث سيتم إعدام السجناء. وبعد محاولة السجناء الهرب حاول منعهم، ولكنهم استطاعوا إسقاطه في حفرة سارلاك. أضيفت له لاحقا العديد من المشاهد في إعادة الإصدار الخاصة من الحلقة السادسة.

### الثلاثية التسبيقية
في الحلقة الثانية «هجوم المستنسخين»، ظهر بوبا فيت وهو طفل، جيث تم استنساخه من صياد جوائز يدعى جانغو فيت، والذي قام بتربية بوبا على أنه ابنه. كما قام بوبا بمساعدة جانغو على الهروب من قبضة أوبي وان كينوبي. لكنه شهد مصرع أبيه على يد ميس ويندو. ظهر بوبا أيضا في مسلسل حرب النجوم: حروب المستنسخين عام2008.

### الفيلم المحتمل
في 6 فبراير 2013، ذكرت مجلة إنترتينمنت ويكلي أن شركة والت ديزني، التي اشترت لوكاس فيلم وسلسلة حرب النجوم في عام 2012، تعتزم إنتاج فيلم مستقل عن بوبا فيت، وتقع أحداث الفيلم إما بين الحلقتين الرابعة والخامسة أو بين الخامسة والسادسة.

### العالم الموسع
ظهر بوبا فيت على نطاق واسع في عالم حرب النجوم الموسع مثل الروايات والقصص المصورة وألعاب الفيديو. تصور الكتب التي أصدرت بعد هجوم المستنسخين بوبا وهو يأخذ سفينة أبيه ودرعه وينطلق في عالم صيد الجوائز. أما القصص التي أصدرت قبل هجوم المستنسخين فتروي وقائع أخرى عن أصله. من هذه القصص أنه كان أحد جنود الإمبراطورية قبل أن يقتل قائده؛ وأنه زعيم محاربي كوكب ماندالور الأسطوريين؛ وأنه كان يدعى جاستر ميريل قبل أن يتهم بالخيانة. ألفت كارين ترافيس عام 2006 رواية بعنوان Bloodlines، ونشرت بعد أربع سنوات من هجوم المستنسخين، حيث حاولت التوفيق بين الأحداث بان جعلت فيت بنشر فيها بعض هذه الحكايات بنفسه.
صورت عدة كتب وألعاب فيديو عمل بوبا فيت كصياد جوائز، حيث يعرف بتقاضيه أجورا عالية وبأنه يتعهد بالمهام التي تناسبه فقط. K. W. كتب كيفن وين جيتر ثلاثية حروب صيادي الجوائز (1998 -1999) وصور فيها بوبا فيت بشكل أكثر صراحة من الأفلام لأن حبكة الكتب تتطلب من فيت إظهار مقدرته على إقناع الناس بالإضافة إلى قتلهم. في سلسلة إمبراطورية الظلام (1991 -1992) من إنتاج دارك هورس كوميكس، يظهر فيت هو يهرب من حفرة سارلاك. في سلسلة إرث القوة (2006 -2008)، تطلب منه جاينا سولو (ابنة هان سولو والأميرة ليا) أن يساعدها في هزيمة أخيها الذي تحول للجانب المظلم من القوة.

## الفكرة والتطوير
كان التصميم الأول لدارث فادر على شكل صياد جوائز وقاطع طرق. لكن تم تغيير شخصية فادر لتصبح بهيئة فارس أسود، فتم تثبيت مفهوم صياد الجوائز على شخصية بوبا فيت، حيث تتساوي شخصيته مع دارث فادر في الشر وتتجاوزها في الغموض. وضع الفنان رالف ماكواري الخطوط الأولى على تصميم بوبا فيت، ووضع جو جونستون اللمسات الأخيرة عليه. صمم درع فيت في البداية لفرقة العاصفة المجرية، ثم خصص له بعد أن تم تغيير النص. تمت تجربة الدرع على شاشة بيضاء، وتم وضع اللون في درجة تكون بين لباس قوات العاصفة الإمبراطورية ولباس دارث فادر الأسود. كما صمم الدرع ليظهر بأنه قد جمع من أماكن عديدة، وهو مرصع بالجوائز.
على الرغم من الدعاية الواسعة التي امتدت لسنتين حول ظهور بوبا فيت في فيلم «الإمبراطورية ترد الضربة»، فقد تم تقليص دوره بشكل ملحوظ في الفيلم بعد عدة مراجعات للنص. كما وصف توم بيسل الموسيقى التي خصصت له من تأليف جون وليامز، بأنها «ليست موسيقى بالضبط. . . لكنها حشرجة من مجموعة آلات وبعض الأصوات الغامضة». كما أضاف محرر الصوت بن بورت صوت المهماز للشخصية، حيث استوحى مشاهد فيت من مشاهد أفلام الغرب. كما ذكر دانيال كيز موران، الذي كتب عدة روايات عن بوبا فيت، أنه استلهم أيضا أفلام الغرب في تكوينه لشخصية بوبا فيت.
فكر جورج لوكاس بإضافة مشهد يصور هروب بوبا فيت من حفرة سارلاك في فيلم «عودة الجيداي»، لكنه قرر إلغاء الفكرة لأنها ستأتي على حساب القصة، وبدلا من ذلك ترك مهمة عودته للحياة إلى العالم الموسع. وذكر لوكاس أيضا أنه لو كان يعرف أن الشخصية ستنجح، كان جعل مشهد موتها أكثر إثارة. أراد لوكاس أن يصور فادر وفيت كإخوة في الثلاثية التسبيقية، لكنه اعتبر الفكرة سخيفة. كما قام بوضع أفكار حول أصل الشخصية وتخلى عن أخرى.
في لعبة الفيديو حرب النجوم 1313، والتي ألغيت لاحقا، تظهر قصة بوبا فيت الشاب ومسيرته الأولى في عالم صيد الجوائز.

## التصوير السينمائي والإنتاج
قام الممثل جريمي بولوك بلعب دور بوبا فيت في الحلقتين الخامسة والسادسة. وكان أخوه غير الشقيق قد أخبره عن الدور. ثم اختير للدور لأن البدلة كانت ملائمة عليه. ولم يقم باختبار شاشة أو قراءة،  ولم يمثل الدور عن طريق أي نص.
قام بولوك بتصوير دوره في الحلقة الخامسة في مدة ثلاثة أسابيع. كما ساعدته البدلة في إيصال الجانب الشرير من الشخصية إلى المشاهد. كما استلهم بولوك تصويره للشخصية من دور كلينت إيستوود في فيلم حفنة من الدولارات؛ لم يحاول بولوك بناء تاريخ للشخصية، حيث قال لاحقا أنه كلما زاد غموضها زادت قوتها. وكان هذا الدور أصغر وأصعب دور لعبه بولوك؛ حيث ذكر أن ارتداء البدلة الثقيلة كان أسوأ ما بالدور.
أمضى بولوك أربعة أسابيع في تصوير دوره في الحلقة السادسة. ولم يدري بنهاية شخصيته في الفيلم وانزعج من قصر دوره. لكنه رأى أن مقتل فيت جعل الشخصية أقوى، وأن ميتته «الضعيفة» جعلت أنصاره يريدون عودة الشخصية.
لعب الممثل دانيال لوجان دور بوبا فيت وهو طفل في فيلم هجوم المستنسخين. لم يشاهد لوجان أفلام حرب النجوم قبل اختياره للدور، لكنه شاهد الثلاثية الأصلية بطلب من لوكاس. واعتمد على مخيلته في التصوير على الشاشة الزرقاء.

### أعمال أخرى
مثل جيريمي بولوك جميع مشاهد بوبا فيت في الحلقتين الخامسة والسادسة، عدى مشهد واحد أداه جون فاس مورتون. أما عن الصوت فقد أدى دون فرانكس صوت بوبا فيت في حلقتي عيد الميلاد وإحدى حلقات حرب النجوم: الآليون، بينما أدى جون وينغرين الصوت في الحلقتين الخامسة والسادسة. أما عن الأصوات الأخرى:
- عندما قدمت ملحمة حرب النجوم إلى الراديو، أدى صوته آلن روزنبرغ في "الإمبراطورية ترد الضربة” وإد بيغلي الابن في "عودة الجيداي”.
- أدى تيمويرا موريسون (الذي لعب دور جانغو فيت في فيلم “هجوم المستنسخين”) صوت الشخصية في عدد من ألعاب الفيديو مثل "الإمبراطورية تحت الحرب”، "ساحة المعركة 2”، "ساحة المعركة: فرقة النخبة”.
- أدى دانيال لوغان صوت بوبا فيت في مسلسل حروب المستنسخين عام 2008.

## الاستقبال
جمعت شخصية بوبا فيت طائفة من المعجبين وأصبح أحد أكثر الشخصيات شعبية في الملحمة. كما اختارته مجلة إمباير عام 2008 في المرتبة 79 بين أعظم الشخصيات السينمائية على الإطلاق، كما أدخله موقع فاندومانيا بين أعظم 100 شخصية خيالية. رأى كل من لوكاس وبولوك أن طبيعة فيت الغامضة كانت سببا في شهرته. كذلك يرجع بولوك شعبيته إلى زيه المميز والاحترام الذي يتلقاه من دارث فيدر وجابا ذا هات. ورغم صمته فإن هيئته أوحت أن تحت الزي شخص قوي وقاسي.
ترشح لوجان لجائزة الفنانين الشباب عن دور بوبا فيت في فيلم «هجوم المستنسخين»، وكان لوغان قد قارن بوبا فيت «بذلك الولد في المدرسة الذي لا يتكلم أبدا» والذي يثير فضول الآخرين.

## التسيويق
دمى بوبا فيت هي إحدى أفضل حمس مبيعات بين دمى شخصيات حرب النجوم. كانت الدمية من أوائل الدمى التي أصدرت عن شخصيات الحلقة الخامسة؛ وكانت الدمية مجهزة بحقيبة ظهر تطلق الصواريخ، لكن تم إلصاق الصواريخ باللعبة بسبب مشاكل الأمان. وبيعت إحدى النماذج الأولية التي تطلق الصواريخ بمبلغ 16,000 دولار في مزاد أقيم عام 2003. في أغسطس 2009، أصدرت شركة هاسبرو دمية مستندة على رسوم رالف ماكواري الأولية باللباس الأبيض.